# Khatuna Lorig
Khatuna Lorig (georgisch ხათუნა ლორიგი (ქვრივიშვილი)/ Chatuna Kwriwischwili; * 1. Januar 1974 in Tiflis, Georgische SSR, Sowjetunion) ist eine US-amerikanische Bogenschützin georgischer Herkunft. Lorig gewann bei den Europameisterschaften 1990 in Barcelona im Einzel die Bronze- und mit der Mannschaft die Goldmedaille für die Sowjetunion. 1992 gewann sie im Einzel und im Team die Goldmedaille.
Bei den Olympischen Sommerspielen 1992 gewann sie die Bronzemedaille im Mannschaftswettbewerb für das Vereinte Team. Anschließend nahm sie an den Sommerspielen 1996 in Atlanta und 2000 in Sydney für Georgien teil. Lorig wurde im Mai 2005 US-Staatsbürgerin und qualifizierte sich  für die Olympischen Sommerspiele 2008 in Peking, wo sie im Einzel den fünften Platz erreichte. Bei den Olympischen Sommerspielen 2012 in London belegte sie im Einzel den vierten Platz.
Bei den Weltmeisterschaften 2013 gewann Lorig zusammen mit [[]] die Silbermedaille im Mixed-Wettbewerb. Zudem konnte sie bei den Panamerikanischen Spielen 2015 Gold im Einzel gewinnen. Bei den Panamerikanischen Spielen 2019 folgte eine weitere Goldmedaille, dieses Mal mit der Mannschaft.